# Liste der als Monument historique geschützten Tränken
Die Liste der als Monument historique geschützten Tränken führt die Tränken auf, die in Frankreich als Monument historique geschützt sind.

## Liste der Tränken

### Als Hauptbau
| Bezeichnung                                                                 | Beschreibung | Gemeinde              | Standort                      | Kennzeichnung | Schutzstatus | Datum | Bild           |
| --------------------------------------------------------------------------- | ------------ | --------------------- | ----------------------------- | ------------- | ------------ | ----- | -------------- |
| Waschhaus                                                                   |              | Azereix               | (Lage)                        | PA00095334    | Inscrit      | 1979  | weitere Bilder |
| Waschhaus und Brunnentränke                                                 |              | Cressia               | Chemin de la Fruitière (Lage) | PA39000051    | Inscrit      | 2002  |                |
| Waschhaus Pflasterung                                                       |              | Cussey-sur-Lison      | (Lage)                        | PA25000033    | Inscrit      | 2003  | weitere Bilder |
| Brunnenwaschhaus und Tränke                                                 | Erbaut 1893  | Saint-Dizier-l’Évêque | Le Val (Lage)                 | PA90000009    | Inscrit      | 2006  | weitere Bilder |
| Oratorium Ste-Anne Oratorium, Waschhaus, Tränke, Pflasterung, Quelle, Boden |              | Séneujols             | (Lage)                        | PA00092949    | Inscrit      | 1990  |                |

### Als Nebenbau
- Monuments historiques (Tränken als Nebenbau) in der Base Mérimée des französischen Kulturministeriums (französisch)